# Джули Браун
Джули Браун (на английски: Julie Brown) е американска журналистка.
Родена е през 1961 година във Филаделфия. През 1987 година завършва журналистика в Университета „Темпъл“, работи във „Филаделфия Дейли Нюз“, а след това в „Маями Хералд“. Провежда продължителни разследвания за насилието в затворите на Флорида. Получава широка известност с разследването си на споразумението на прокуратурата с финансиста Джефри Епстийн, с което предизвиква нови обвинения за сексуални престъпления срещу него през 2019 година.